# 大林隆介
大林隆介（日语：大林 隆介，1946年3月13日—），日本男演員、配音員、旁白。81 Produce所屬。出身於福岡縣。身高171cm。A型血。

## 人物簡介
本名大林 昌一（おおばやし しょういち）。立教大學中退。文學座附屬演劇研究所畢業。以前經歷劇團雲（1975年解散）、劇團四季、ROBIN HOOD ARTISTS。
以前有段時間別名大林 直樹（おおばやし なおき）和大林 隆之介（おおばやし りゅうのすけ）持續活動。
1960年代電視草創時期，作為演員在《北信濃絶唱》、等晨間電視劇中演出。
進入1980年代後，轉向投入配音員的工作，從此積極參加動畫的配音，並為海外電影和電視影集進行日語配音，以及負責電視節目旁白的工作。而在動畫代表配音作品中，以《機動警察》的後藤喜一、《亂馬½》的天道早雲、《閃光的夜襲》的櫻井信一郎、《浪客劍心》的石動雷十太、《機動戰士Z鋼彈》的班·伍德、《機動戰士鋼彈ZZ》的拉岡·達卡藍及《超時空要塞》系列的艾可西多·福爾摩等。
興趣：劍道、飛蠅釣。

## 演出（演員）

### 電視劇
NHK
- 中學生日記
- 大河劇
  - 獨眼龍政宗（1987年）－雀部重政（日语：蒔田淡路守）
  - 太平記（1991年）－奉行人
- 銀河電視小說 小職員週記 總務部總務課山口六平太（1988年）－記者
- 週五時代劇（日语：土曜時代劇_(NHK)#週五時代劇（1991 - 1999年度））  第6話（1999年）－庄屋
- 電視劇館（日语：NHKドラマ館） 風琴的家（1999年10月9日）

TBS
- 花王 愛的劇場（日语：愛の劇場） 北信濃絶唱（日语：北信濃絶唱）（1972年）－笹村英二
- 演藝社會（日语：芸能社会）（1990年）
- 週五電視劇（日语：金曜ドラマ） 人間失格 ～假如說我死了（日语：人間・失格～たとえばぼくが死んだら） 第6話「最後的信封」（1994年）
- 上班族金太郎（1999年）
- 十津川警部系列（日语：十津川警部シリーズ (渡瀬恒彦)） 第21作「西伊豆·美殺意」（2001年） - 愛友會·有田事務長
- 週一推理劇場（日语：月曜ミステリー劇場） 愛·倫迴的瓦爾茲（2002年8月12日）－醫生
- 水戶黃門 (第30季) 第17話（2002年）－水野

東京電視台
- 紫頭巾 第21話（1972年，東京12頻道）
- 第25話「野獸將報仇」（1980年）－酒井源次郎
- 手機搜查官7 第19話「無法溝通的女人（前篇）」、第20話「無法溝通的女人（後篇）」（2008年）－看板犬的聲音

朝日電視網
- 朝日電視台
  - 特別機動搜査隊（日语：特別機動捜査隊）
    - 第609話「為誰而哭的小孩」（1973年）－健兒
    - 第614話「死刑犯的禮物」（1973年）－武志
    - 第619話「南國慕情」（1973年）－透
    - 第624話「恐怖的蜜月旅行」（1973年）- 弘志
    - 第647話「我討厭三船這個混蛋」（1974年）－小泉
    - 第658話「懸垂的青春 」（1974年）－宏一
    - 第689話「報復的構圖」（1975年）－川村喬司
    - 第694話「一個絕望的女人」（1975年）－五郎

  - 新紀實昭和電視劇 松本清張的緊急事件（日语：ニュードキュメンタリードラマ昭和 松本清張事件にせまる） 第7話「下山總裁怪死事件 My Rail Road」（1984年）
  - 週六WIDE劇場（日语：土曜ワイド劇場）
    - 殺死寡婦（日语：美人殺しシリーズ）（1986年）
    - 從殺人現場消失的女人「」（1988年）
    - 計程車司機的推理日誌（日语：タクシードライバーの推理日誌）13「」（2000年）
    - 古都金澤，花的殺意「」（2001年5月5日）

  - 牟田刑事官事件簿（日语：牟田刑事官事件ファイル）－檢查官
    - 第5回「露天風呂攝影會殺人事件」（1986年）
    - 第7回「奧濱名湖女人們的危險遊戲」（1987年）
    - 第8回「伊豆半島溫泉 女人們的殺人運動之旅」（1988年）
    - 第9回「站在岸邊的女人 蓼科高原，復仇的女神湖！」（1988年）

  - 流浪刑警旅情篇（日语：さすらい刑事旅情編）IV 第4話「特急踴子號 從過去消失的女人」（1991年）
  - 週二懸疑劇場 三毛貓福爾摩斯的私奔（1991年4月2日）
  - 大空港'92（日语：大空港'92）
    - 第5話「消失的美人管制官！結婚醜聞之謎」（1992年）
    - 第6話「成田離婚殺人事件！落入陷阱的美人OL」（1992年）

  - 空中情緣（日语：せつない）（1998年）
  - 走失刑事純情派（日语：はぐれ刑事純情派）XII 第12季 第1回特別篇（1999年3月31日）
  - 天邊（日语：てっぺん (テレビドラマ)） 第6話（1999年）
  - 刑事搜查線（日语：はみだし刑事情熱系） 第21話（2001年）－晴伸

- 朝日放送
  - 必殺系列（日语：必殺シリーズ）
    - 江戶專家 必殺商人（日语：江戸プロフェッショナル・必殺商売人） 第9話「」（1978年）－幸太郎
    -  第11話「」（1979年）－菅谷次郎八
    - 必殺工作人（日语：必殺仕事人） 第20話「」（1979年）－源太

  - 週四推理  第4話（1987年）
  - 週二推理劇場 瀨戶之多島海殺人事件（1991年）

- 名古屋電視台
  - 女人可以講故事 戰國亭主操縱法（1987年）

富士電視網
- 富士電視台
  - 同心屋御用帳 江戶的旋風III（日语：江戸の旋風）
    - 第16話「」（1977年）
    - 第30話「」（1977年）

  - 江戶的渦潮（日语：江戸の渦潮） 第5話（1978年）
  - 同心部屋御用帳 江戶的旋風IV（1978年）－佐吉
  - 週六劇場（日语：土曜劇場） （1978年）
  - 新·座頭市（日语：新・座頭市） 第2季第11話（1978年）－伊賀栗仙八
  - 晨間電視小說（日语：お昼のテレビ小説） 第12作（1979年）－主演
  - 動盪江戸（日语：江戸の朝焼け） 第22話「血文字之謎」（1980年）
  - 來自北國 最終話（1981年，富士電視台）－小川老師
  - 旅鴉事件帖（日语：旅がらす事件帖） 第22話（1981年）- 石山
  - 妳有看到海嗎（日语：君は海を見たか） 第6話（1982年）
  - 週五劇場（日语：金曜劇場 (フジテレビ)） （1983年）
  - 太妹刑事 第19話「揭開麻宮佐紀出生的秘密！」（1985年）- 山本
  - 太妹刑事III 少女忍法帖傳奇 第6話「鈴之音是來自地獄的使者!?」（1986年）－教師
  - 這是誰家的孩子？（日语：このこ誰の子?）
    - 第11話「」（1987年）
    - 第18話「」（1987年）

  - 白羊少女（日语：アリエスの乙女たち） 第17話「我的名字叫做不倫少女」（1987年）
  - 男人與女人的推理劇場（日语：金曜エンタテイメント） （1988年）
  - 週四劇場
    - 窗戶是打開的嗎？（1988年）
    - 壯志驕陽 第8話「」（1992年）－若田部

  - The 戲劇性之夜 隔壁的女人（日语：となりの女）（1988年）
  - （1988年）
  - （1990年）－一本氣伸吾
  - 男人與女人的推理劇場 海邊的骨頭（1990年）
  - 世界奇妙物語 第38話「自動轉帳」（1990年）－伸子的上司
  - 裸之大將（日语：裸の大将放浪記#登場人物（芦屋雁之助版））73（1994年）－小沼外科醫師
  - 白線流 ～啟程之歌～（1996年）
  - 3號桌的客人（日语：3番テーブルの客）特別篇「3號桌的客人的另一位客人」（1997年1月3日）
  - 電視劇特輯 文化廳藝術祭參加作品「町」（1997年11月28日）
  - 兄弟（日语：ブラザーズ）（1998年）－面試官
  - 巴士站牌（日语：バスストップ (テレビドラマ)）（2000年）
  - 非婚家族（日语：非婚家族） 第3話（2001年）－福田製菓面試官
  - 淺見光彥系列（日语：浅見光彦シリーズ (フジテレビのテレビドラマ)） 第11作（2001年）－裕子的父親
  - 超級奶爸（日语：人にやさしく (テレビドラマ)） 第1話（2002年）
  - 天上之弦（日语：海峡を渡るバイオリン）（2004年）－大學教授

- 關西電視台
  - 池田大助捕物日記（日语：池田大助捕物日記#テレビドラマ） 第17話「目擊的女子」（1975年）
  - 現代恐怖懸疑（日语：現代恐怖サスペンス） 恐怖的贈禮（1986年7月14日）

日本電視台
- 向太陽怒吼！（日语：太陽にほえろ!）
  - 第305話「勳章」（1978年）－天沼
  - 第354話「交番爆破」（1979年）－三丁目派出所巡査
  - 第389話「心之重荷」（1980年）－關根不動產社員
- 第11話（1984年）－電視主持人
- 週二懸疑劇場
  - 淺見光彥推理（日语：浅見光彦ミステリー） 第1作「平家傳說殺人事件」（1987年）－警察署員
  - 警視廳鑑識班（日语：警視庁鑑識班） 第6回「35」（1998年）
- 秋天的劇本（1987年11月6日）

### 電影
- 刑事物語（日语：刑事物語）
- 海與毒藥（1986年）
- 植村直己物語（日语：植村直己物語）（1986年）
- （1987年）
- 櫻花隊離散（日语：さくら隊散る）（1988年）－乃木年雄
- 欣賞職棒享受10倍快樂的方法（日语：プロ野球を10倍楽しく見る方法）（1983年）－旁白

### 舞台
- 化妝師 (1980年舞台劇版)（英语：The Dresser (1983 film)）（Ronald Air）
- 向陽之樹（杉田成道）
- 馬克白（Gilles Block）
- 理查三世III（Gilles Block）
- 東京Janken 第3回公演「漫畫的潛力」（2014年）
- （2016年8月11日，TOKYO FM劇場）－朗讀

## 演出（配音員）

### 電視動畫
1981年
- 銀河旋風突擊隊（羅斯）
- 太陽之牙達格拉姆（喬克）
- 妳好！珊蒂貝爾（日语：ハロー!サンディベル）

1982年
- 銀河烈風（奧茲馬·朵拉哥）
- 超時空要塞（艾可西多·福爾摩（日语：エキセドル・フォルモ））
- 魔境傳說阿克洛班奇（布魯佐）

1983年
- 銀河疾風（歐洛史蒂芬、伏特、希特勒總統、札巴利·塔羅斯）
- 裝甲騎兵（士兵、幹部、警察官A、特務機関員、通信員、羅吉納的部下）
- 小超人帕門 (1983年版)（卡胖的父親）
- 無敵三四郎（巴爾摩亞）
- 美雪、美雪（間崎龍一）
- 嚕嚕米（費米）

1984年
- 特裝機兵（吉米）
- 北斗神拳（奧利曼）

1985年
- 機動戰士Z鋼彈（班·伍德）

1986年
- 機動戰士鋼彈ZZ（拉岡·達卡藍）

1987年
- 動畫三劍客（艾倫）

1988年
- 極速悍將（日语：F (漫画)）（黑井和夫）
- 鎧傳（旁白）

1989年
- 機動警察（後藤喜一）
- 亂馬½、亂馬½ 熱鬥篇（天道早雲）

1990年
- 快樂的嚕嚕米一家（拉奇）

1991年
- 快樂的嚕嚕米一家（惡魔）

1994年
- 小紅帽恰恰（米拉多、花斑貓）
- DNA²（橫森）
- 超時空要塞7（艾可西多·福爾摩）

1995年
- 愛天使傳說（魔）
- 守護天使莉莉佳SOS（赤瀨川）
- 爆走獵人（萊諾亞伯爵）
- 羅密歐的藍天（洛貝魯特）[注 1]

1996年
- 少年桑塔的大冒險（日语：サンタクロースの冒険#テレビアニメ）（阿賓）
- 逮捕令（店長）
- 魔法少女砂沙美（三浦校長）
- 浪客劍心（石動雷十太）

1997年
- 大運動會（王子雄）

1998年
- 玲音（岩倉康雄）
- 性感指令外傳 好厲害啊!! 勝先生（日语：セクシーコマンドー外伝 すごいよ!!マサルさん）（裁判、英語老師）
- 夢幻拉拉（不可思議先生）

1999年
- 平行世界物語（日语：デュアル!ぱられルンルン物語）（真田賢）
- 天使不設防！（白色恐怖分子）
- To Heart（セバスチャン、長瀨源五郎）
- 炸彈人 彈珠人爆外傳V（[5]）

2000年
- 銀裝騎攻ORDIAN（日语：銀装騎攻オーディアン）（藍原章治）

2001年
- 犬夜叉（假水神）
- 狂野禁區（日语：Z.O.E Dolores, i）（艾薩克）
- 華麗的機會（日语：チャンス〜トライアングルセッション〜）（老紳士）
- NOIR（艾伯特·杜克斯）

2002年
- 攻殼機動隊 STAND ALONE COMPLEX（SWAT隊長）

2003年
- 京極夏彥 巷說百物語（太郎丸）
- 冒險遊記Pluster World（卡布里翁）

2005年
- 神樣中學生（神明協會會長）
- 玻璃假面 (2005年版)（小野寺一）
- MONSTER（弗里茨·瓦德曼律師）

2006年
- Keroro軍曹（海頓）
- 地獄少女（關根良介）
- （僧侶）
- 白色戀人（老貓）
- 超級機器人大戰OG -Divine Wars-（日语：スーパーロボット大戦OG -ディバイン・ウォーズ-）（諾曼·斯雷）
- 發條武士（日语：ぜんまいざむらい）（代官）
- 不可思議星球的☆雙胞胎公主（學園長）
- 怪醫黑傑克21（恐怖分子）
- 妙廚學生！美味香（日语：味楽る!ミミカ）（押牛爸爸）

2007年
- 魔女獵人（修理工廠的老板）
- 劍豪生死鬥（宗像進八郎）
- 黑騎士 ～甦醒的太陽～（馬利納）
- Baccano！（巴鲁托洛·魯諾拉塔）

2008年
- 夕陽染紅的坡道（片桐優姬的父親）
- 骷髏13（トレイトン、司）
- SCARECROWMAN THE ANIMATION（日语：スケアクロウマン）（町長）
- 全力兔（ダイフゴウ）
- D.Gray-man（麥爾坎·C·魯貝利耶）
- 秘密 ～The Revelation～（田城所長）
- MAJOR 4th season（羅素）

2009年
- （的爸爸）
- 元素高手（川嶋主稅）
- 蒼天航路（王允）
- 道子與哈金（アーマード）
- 名偵探柯南（翠川尚樹）

2010年
- 閃光的夜襲（櫻井信一郎）
- 名偵探柯南（鳴瀧壯市）

2011年
- 戰國鬼才傳（山上宗二[6]）

2012年
- 名偵探柯南（八田安德魯）

2013年
- 決鬥大師 勝利V3（刑事）
- 我不受歡迎，怎麼想都是你們的錯！（旁白）

2014年
- 機甲巴打（阿雷桑德羅·費爾米）

2015年
- 重裝武器（弗萊德評議員）[7]
- 名偵探柯南（藤井弘）

2017年
- 從前有座靈劍山 通往睿智的資格（仙師、何均[8]）
- THE REFLECTION (动画)（評論家）
- MARVEL 復仇者聯盟Future Avengers（日语：マーベル フューチャー・アベンジャーズ）（親方）
- 名偵探柯南（太田黑信輝）

2020年
- BORUTO-火影新世代- NARUTO NEXT GENERATIONS（鐘木）

2021年
- 大正處女御伽話（旁白）

### 電影動畫
1982年
- 傳說巨神 發動篇（士兵）
- Techno Police 21C（日语：テクノポリス21C）（布萊德）

1983年
- 欣賞職棒享受10倍快樂的方法（日语：プロ野球を10倍楽しく見る方法）（旁白）

1984年
- 超時空要塞：愛，還記得嗎？（阿基斯多洛4970）
- 欣賞職棒享受10倍快樂的方法 PART2（旁白）

1988年
- 銀河英雄傳說：我的征途是星辰大海（尼爾森中佐）[9]

1989年
- 機動警察 the Movie（後藤喜一）

1991年
- 亂馬½：中國寢崑崙大決戰！規則無視的激鬥篇!!（日语：らんま1/2 中国寝崑崙大決戦! 掟やぶりの激闘篇!!）（天道早雲）

1992年
- 亂馬½：決戰桃幻鄉！奪回新娘子!!（日语：らんま1/2 決戦桃幻郷! 花嫁を奪りもどせ!!）（天道早雲）

1993年
- 機動警察2 the Movie（後藤喜一）

1994年
- 亂馬½：超無差別決戰！亂馬隊VS傳說的鳳凰（日语：らんま1/2 超無差別決戦! 乱馬チームVS伝説の鳳凰）（天道早雲）

2002年
- WXIII 機動警察（後藤喜一[10]）
- 機動警察迷你版（日语：ミニパト）（後藤喜一）

2006年
- 不可思議貓森林（日语：アタゴオル）（唐揚丸）

2009年
- TAILENDERS（日语：TAILENDERS）（魯瑟·金、日之本伊藏）

### OVA
1984年
- BIRTH（日语：BIRTH (OVA)）（士兵A）

1985年
- Love Position 排球傳說（日语：ラブ・ポジション ハレー伝説）（羅伯特·毬田）[11]

1986年
- Wanna-Be's（日语：ウォナビーズ）（擂台司儀）
- 加州危機 追擊的槍火（日语：カリフォルニア・クライシス 追撃の銃火）（DJ）

1987年
- 重戰機L-Gaim（塞姆裘·夏特）
- Dead Heat（日语：デッドヒート (OVA)）

1988年
- 機動警察 前期（後藤喜一）
- Tokyo Vice（日语：トウキョウ・バイス）（岡崎）

1989年
- 銀河英雄傳說（伍蘭夫中將）

1990年
- 機動警察 後期（後藤喜一）
- NINETEEN 19（日语：NINETEEN 19）（店長）
- 亂馬½ 熱鬥歌合戰（天道早雲）

1991年
- INFERIUS惑星戰史外傳 CONDITION GREEN（日语：インフェリウス惑星戦史外伝 CONDITION GREEN）
- 銀河英雄傳說（尼爾森中校）
- 有閑俱樂部 狗貓完整HOW麻吉（松竹梅特宗）

1992年
- 有閑俱樂部2 來自香港的滿懷愛心（松竹梅特宗）
- 亂馬½ 天道家之無人招待的傢伙（天道早雲）

1993年
- 亂馬½ TV Titels（天道早雲）
- 亂馬½ 珍藏漫談 Best of Memories（天道早雲）
- 亂馬½ 珊璞暴變！反轉寶珠惹的禍（天道早雲）
- 亂馬½ 天道家混亂的聖誕節（天道早雲）

1994年
- 亂馬½ 小茜 VS 亂馬 媽媽的味道由我守護！（天道早雲）
- 亂馬½ 道場繼承者（天道早雲）
- 亂馬½ 天道家之無人招待的傢伙！（天道早雲）
- 亂馬½ SPECIAL 甦醒的記憶（天道早雲）[注 2]

1995年
- DNA²（橫森）
- 魔法少女砂沙美（畢夫）
- 亂馬½ 總集篇 29個打不夠的傢伙（天道早雲）
- 亂馬½ DoCo音樂視頻（天道早雲）
- 亂馬½ SUPER 破戀洞的詛咒！吾愛永存（天道早雲）
- 亂馬½ SUPER 邪惡的鬼（天道早雲）

1996年
- 亂馬½ SUPER 兩個小茜「亂馬，看著我！」（天道早雲）

1997年
- 叢林跟我走！（日语：ジャングルDEいこう!）（富由彥）
- 超時空要塞 Dynamite 7（樂器屋）

1999年
- 平行世界物語（日语：デュアル!ぱられルンルン物語）（真田賢）

2000年
- 銀河英雄傳說外傳 第三次提亞馬特會戰（伍蘭夫中將）

2004年
- 飛越巔峰2（隊長[12]）

2010年
- BLACK LAGOON Roberta's Blood Trail（迪亞高·費爾南多·洛夫雷斯、亡靈）
- 亂馬½ 惡夢！春眠香（日语：らんま1/2 悪夢!春眠香）（天道早雲）

2012年
- 華麗一族 活動電影攝影機（日语：華ヤカ哉、我ガ一族）（陸軍大將）

### 遊戲
1990年
- 亂馬½（日语：らんま1/2 (PCエンジン)）（天道早雲）[注 3]

1991年
- 亂馬½ 囚禁的新娘（日语：らんま1/2 とらわれの花嫁）（天道早雲）[注 3]

1992年
- 亂馬½ 打倒，元祖無差別格鬥流！（日语：らんま1/2 打倒、元祖無差別格闘流!）（天道早雲）[注 3]

1993年
- 機動警察 ～格利風篇（後藤喜一）
- 亂馬½ 白蘭愛歌（日语：らんま1/2 白蘭愛歌）（天道早雲）[注 4]

1997年
- 超級機器人大戰F（傑布利茲·福爾朱瓦、拉岡·達卡藍）

1998年
- SD鋼彈 G世代（拉岡·達卡藍）
- 超級機器人大戰F 完結編（傑布利茲·福爾朱瓦、拉岡·達卡藍、班·伍德）
- 魔法少女砂沙美 Heart（三浦校長）

1999年
- SD鋼彈 G世代-ZERO（拉岡·達卡藍、布萊恩·艾諾）
- 超級機器人大戰完全版（拉岡·達卡藍、班·伍德）
- To Heart（セバスチャン、長瀨源五郎）[注 5]

2000年
- SD鋼彈 G世代-F（拉岡·達卡藍、布萊恩·艾諾）
- 機動警察 ～GAME EDITION～（後藤喜一）
- 機動戰士鋼彈 基連的野望 吉翁的系譜（日语：機動戦士ガンダム ギレンの野望）（拉岡·達卡藍）
- 超級機器人大戰α（拉岡·達卡藍、班·伍德、艾可西多4970）

2001年
- SD鋼彈 G世代-F.I.F（拉岡·達卡藍、布萊恩·艾諾）
- 鋼彈Battle Online（日语：ガンダムバトルオンライン）（諾爾·朗葛爾）

2002年
- SD鋼彈 G世代-DA（拉岡·達卡藍）
- SD鋼彈 G世代 NEO（拉岡·達卡藍、班·伍德）

2003年
- 第2次超級機器人大戰α（拉岡·達卡藍）

2004年
- SD鋼彈 G世代 SEED（拉岡·達卡藍）
- 第2次超級機器人大戰GC（日语：スーパーロボット大戦GC）（拉岡·達卡藍）

2005年
- 機動警察 迷你版（後藤喜一）
- ZOIDS TACTIC（亞瑟·柏格曼）
- 第3次超級機器人大戰α 終焉之銀河（艾可西多·福爾摩）
- BALDR FORCE（八木澤宗次）

2006年
- Another Century's Episode 2（艾可西多4970）
- SD鋼彈 G世代 PORTABLE（拉岡·達卡藍）
- 機動戰士鋼彈 CLIMAX U.C.（拉岡·達卡藍）
- 最终幻想XII（基斯）
- BLOOD+ ONE NIGHT KISS（日语：BLOOD+ ONE NIGHT KISS）（長嶺幸平）

2007年
- SD鋼彈 G世代 SPIRITS（拉岡·達卡藍、諾爾·朗葛爾）
- 超級機器人大戰Scramble Commander the 2nd（日语：スーパーロボット大戦Scramble Commander the 2nd）（班·伍德）
- 零之使魔 夢魔編織的夜風幻想曲（ガレット）

2008年
- 鋼彈激鬥宇宙（日语：ガンダムバトルユニバース）（拉岡·達卡藍）
- 機動戰士鋼彈 基連的野望 阿克西斯的威脅（日语：機動戦士ガンダム ギレンの野望 アクシズの脅威）（拉岡·達卡藍）
- 超級機器人大戰A PORTABLE（拉岡·達卡藍）
- 空中殺手 無瑕王牌（萱場中佐）

2009年
- SD鋼彈 G世代 WARS（拉岡·達卡藍）
- 機動戰士鋼彈 基連的野望 阿克西斯的威脅V（日语：機動戦士ガンダム ギレンの野望 アクシズの脅威）（拉岡·達卡藍）

2011年
- SD鋼彈 G世代 WORLD（拉岡·達卡藍）
- 超時空要塞 三角邊疆（日语：マクロストライアングルフロンティア）（艾可西多·福爾摩）
- 浪客劍心 再閃（石動雷十太）

2012年
- 阿修羅之怒（神皇斯特拉達）
- SD鋼彈 G世代 OVER WORLD（拉岡·達卡藍）
- 惡魔召喚師 靈魂駭客（日语：デビルサマナー ソウルハッカーズ）（北川毅生）
- 浪客劍心 完醒（石動雷十太）[13]

2013年
- 超級機器人大戰Operation Extend（拉岡·達卡藍）

2016年
- SD鋼彈 G世代 GENESIS（拉岡·達卡藍）

2017年
- 超級機器人大戰V（拉岡·達卡藍）

2018年
- 超級機器人大戰X（拉岡·達卡藍）

2019年
- 超級機器人大戰T（拉岡·達卡藍）

2020年
- 幻想大陸戰記：盧納基亞傳說（基尼亞姆·漢梅特[14]）

### 廣播劇CD
1994年
- 淘氣小親親（小愛）

1995年
- 超時空要塞7 Docking Festival 拯救銀河之歌（艾可西多4970）

1996年
- PERFECT BLUE（日语：パーフェクト・ブルー）（蓮見浩一郎）

1997年
- DE！（富由彥）

2000年
- 惡魔在身邊（江戶川守）
- （艾德）

2001年
- 幽幻少女奇談（日语：奇談シリーズ）（早川知足）

2003年
- 生誕祭奇談（日语：奇談シリーズ）（早川知足）

2004年
- 白拍子奇談（日语：奇談シリーズ）（早川知足）

2005年
- SOUL EATER（死神）
- 篁破幻草子 比宿命更加深沉（閻羅王）

2006年
- 篁破幻草子 六道之十字路口的鬼泣（閻羅王）

2007年
- 貴族偵探愛德華 銀眸的倒影（柯瑞特校長）
- 棺材、旅人、怪蝙蝠（ジョット）

2008年
- 聖魔之血 Trinity Blood File（波希米亞公國歐塔卡爾）

2009年
- 斬鬼一族箱入娘（日语：鬼切様の箱入娘）（伏緒綾史的父親〈伏緒賴史〉）

2010年
- BLCD 10-4（加東晉作）
- （月山重藏）

2011年
- 請多給我一點時間（日语：〆切様におゆるしを）（白精靈·白川先生）

2012年
- 華合（日语：華アワセ） 蛟篇（九頭龍）

2013年
- （辰巳源吾郎）
- 魔王勇者 外傳「砂丘之國的弓兵」（青教補士）[注 6]

2017年
- 研師伊之助深川噺（辰吉）

### 廣播節目
- 超機動放送A/G Master（日语：超機動放送アニゲマスター）（2002年3月23日，文化放送）

### 廣播劇
- 廣播圖書館（日语：ラジオ図書館）「藍髮波托托」（1986年）
- TOKYO FM 夢（1988年）－助
- FM劇場（日语：FMシアター）
  - 本覺坊遺文（1988年）
  - 櫻花，貓咪，電車（2017年）－五十嵐武彥
- Macross世界電台內節目單元「Macross Classic」（1996年，TBS廣播）－艾可西多·福爾摩
- 繼續放送吧！～廣島中央放送局的8月6日～（2008年8月6日／NHK廣島放送局）－小川放送部長
- NHK-FM 青春冒險（日语：青春アドベンチャー）
  - 海降（2012年） - 皆川理事
  - 科學怪人（2011年）－父親
  - 辰年頃（1999年）
  - 舒瑞米爾與小小潛水艇（2013年）－孟利夫長官
  - 星掘！（2013年）
  - 寧靜的生活（2015年）
- TOKYO FM「RiverSide Cafe」週日特別節目（2013年）－老伯
- TOKYO FM UR 賃貸住宅 presents YOUR SMILE TOWN 第2話「光丘」（2015年）－源
- 廣播劇 〈2014年配信〉（甲賀治作）[15]

### 外語配音
※作品依英文名稱及英文原名排序。

#### 電影
- 陰宅（Melon警察本部長〈Rich Komenich 飾演〉）
- 失落的大地（英语：Atlantis, the Lost Continent）（Demetrios〈Anthony Hall 飾演〉）※富士電視台版。
- 衝出封鎖線2：邪惡軸心（Henry D. Wheeler〈Glenn Morshower 飾演〉）
- 黑色名冊（Käutner將軍〈Christian Berkel 飾演〉）
- 黑暗騎士（Gerard Stephens刑警〈Keith Szarabajka 飾演〉）
- 無間道風雲（Triad Boss〈Robert Chan 飾演〉、Edward）※VHS、DVD版。
- 女模煞（英语：Domino (film)） ※VHS、DVD版。
- 狙擊殺手（日语：D-TOX）（Jack Bennett〈Stephen Lang 飾演〉）
- 禁忌的遊戲 ※朝日電視台版。
- 特種部隊2：正面對決（印度代表）
- 黑暗之地（英语：In a Dark Place）（Dietz炭礦長）
- 聖女貞德 (1948年電影)（英语：Joan of Arc (1948 film)）（La Hire、大司教〈Ward Bond 飾演〉）
- 金剛 (1933年電影)
- 生死鬥 (1976年電影)（英语：The Last Hard Men (film)）（Hal Brickman〈Christopher Mitchum 飾演〉）
- 最後的南斯拉夫國家足球隊（Boban的父親、Lennart Johansson）
- 危機驚爆點（英语：The Marksman）（Ilya Chikal〈Mihai Dinvale 飾演〉、Jack Stevens艦長〈Andrew Stevens 飾演〉）
- 別跟陌生人說話（英语：Never Talk to Strangers）（Cliff Raddison〈Dennis Miller 飾演〉）
- 深海大追擊（英语：Phantom Below）（Sommerville中將〈Kent McCord 飾演〉）
- 亂世情緣（英语：Restoration (1995 film)）（King Charles II〈Sam Neill 飾演〉）※VHS版。
- 星河戰隊（總司令官〈Richard Riverfield 飾演〉）
- 飛行器里的好小夥（英语：Those Magnificent Men in their Flying Machines）（Richard Mays〈James Fox 飾演〉）
- 生靈勿進（英语：The Unborn (2009 film)）（Gordon Beldon〈James Remar 飾演〉）※影碟版。
- 火與劍（日语：With Fire and Sword (film)）（Zenobi Chmielnicki〈Bogdan Stupka 飾演〉）

#### 電視影集
- 辛巴達歷險記（英语：The Adventures of Sinbad）（Scratch〈Tony Caprari 飾演〉）
- 鐵證懸案（第6季：現在的Glenn Drew〈Monte Markham 飾演〉）、（第7季／The Final：現在的Bolin Chen〈馬志 飾演〉）
- 倫敦生活（英语：Fleabag）（父親）
- Going to Extremes（Norris教授〈Carl Lumbly 飾演〉）
- 甘迺迪家族 (2011年迷你電視影集)（英语：The Kennedys (miniseries)）（Richard Cushing樞機 等）－第1、4、7集。
- 好萊塢教父（英语：The Kominsky Method）（Norman〈Alan Arkin 飾演〉）
- Lady Blue (第3季)（英语：Lady Blue (TV series)）
- 愛之船（Gary Foster）
- 馬可·波羅遊記
- 心計（第4季：Arnold Green〈Ray Laska 飾演〉）－第9集、（第5季：Warren Dodge〈Matt Servitto 飾演〉）－第18集。
- 越獄風雲 (第2季)（Greg）－第13集。
- 三國志 ※中國中央電視台製作版（壯年時期的司馬昭）
- 活屍末日（Eldritch Palmer〈Jonathan Hyde 飾演〉）

#### 動畫
- 駭客任務立體動畫特集（（委託人）
- 新蝙蝠俠（Rogers署長）
- （旁白）
- 瑪亞歷險記（英语：Maya the Bee）（Beeswax法官）
- 最強武將傳 三國演義（荀攸、張昭、韓遂、黄忠）

### 特攝影集
1975年
- 假面騎士Stronger（青田）

1985年
- （回力鏢毛的配音〈第2代〉）

2008年
- 手機搜查官7（看板狗的配音）

### 旁白

#### 電視節目
NHK系列
- NHK特集（NHK綜合）
  - 新 影像世紀（日语：新・映像の世紀） 第1集（2015年，來自「覺醒的阿拉伯」：喬治·安東尼爾斯）
  - 「被炸毀的森林 ～原子彈事故 第5年的記錄～」（2016年）－提摩西·穆塞教授的配音）
- 飛向月球（NHK-BS2）
- 島耕作的亞洲立志傳（日语：島耕作のアジア立志伝）（NHK-BS1）
- （NHK BS Premium）
  - 「UFO？還是說… 100年前的西伯利亞大爆發的真相」（2016年）
  - 「通古斯大爆炸之謎」（2016年）
  - 「神秘極光大亂舞！奇跡島嶼」（2018年）－法蘭克·尼路臣博士的配音）

TBS
- 震災爆導特輯（2011年）
- 日立 發現世界不可思議的地方！（日语：日立 世界・ふしぎ発見!）

其它電視台
- （BS日本，地下道門的配音）
- 帥哥合眾國（日语：イケメン合衆国）（富士電視台）

#### 廣告
- Cabagin胃腸藥
- 豐田皇冠汽車
- 本田Legend汽車（日语：ホンダ・レジェンド）
- Borraginol藥膏（日语：ボラギノール）
- 西北航空

### 動態漫畫
2013年
- 怪盜魯邦傳 AVENTuRiER（日语：怪盗ルパン伝 アバンチュリエ）（主任警部伽尼瑪）

2015年

### 布偶劇
- 兒童布偶劇場（日语：こどもにんぎょう劇場）「開花爺爺」（城主）

### 其它
- 衛星動畫劇場（日语：衛星アニメ劇場）（2006年9月30日、10月7日，來賓身分出演）[注 7]
- 柏青哥必勝指南（日语：パチンコ必勝ガイド）廣告（白夜書房）
- DVD（旁白）
- 部屋（2015年10月22日／第8回來賓）
- 獅子的我開動了（日语：ライオンのいただきます）（富士電視台）

## 腳註

## 外部連結
- 81 Produce公式官網的聲優簡介（页面存档备份，存于） （日語）
- 大林隆介 （日語）－TV Drama Database（日语：テレビドラマデータベース）
  - 大林隆之介 （日語）－TV Drama Database
  - 大林直樹 （日語）－TV Drama Database
- 大林隆介（页面存档备份，存于） （日語）－日本電影資料庫
  - 大林隆之介（页面存档备份，存于） （日語）－日本電影資料庫
- 大林隆之介（页面存档备份，存于） （日語）－allcinema（日语：allcinema）
- 大林隆之介（页面存档备份，存于） （日語）－KINENOTE
- Ryûnosuke Ôbayashi在互联网电影资料库（IMDb）上的資料（英文）